# Cycloeliminierung
Cycloeliminierungen, oft auch Cycloreversion genannt, sind die Umkehrung (Rückreaktion, Gegenreaktion) der Cycloaddition und verlaufen meist konzertiert.
2,5-Dihydrothiophendioxid zerfällt beispielsweise in siedendem Xylol unter Umkehrung einer [4+1]-Cycloaddition zu Buta-1,3-dien und Schwefeldioxid:
Es handelt sich dabei um eine [4+1]-Cycloreversion. [3+2]-Cycloreversionen und [4+2]-Cycloreversionen sind ebenso bekannt. So bildet sich Cyclopentadien durch Erhitzen von Dicyclopentadien. Diese Cycloeliminierung ist eine Umkehrung der Dimerisierung von Cyclopentadien und wird auch als Retro-Diels-Alder-Reaktion bezeichnet.